# Pseudodistichium
Pseudodistichium es un género de musgos perteneciente a la amilia Archidiaceae. Comprende 3 especies descritas y de estas, solo 2  aceptadas.

## Taxonomía
El género fue descrito por Jules Cardot y publicado en Revue Bryologique 32: 45. 1905.

## Especies aceptadas
A continuación se brinda un listado de las especies del género Pseudodistichium aceptadas hasta febrero de 2015, ordenadas alfabéticamente. Para cada una se indica el nombre binomial seguido del autor, abreviado según las convenciones y usos.
- Pseudodistichium brotherusii (R. Br. bis) Dixon
- Pseudodistichium buchananii (R. Br. bis) Dixon

## Biblioigrafía
1. Crosby, M. R. & R. E. Magill. 1981. A Dictionary of Mosses, third printing. Monogr. Syst. Bot. Missouri Bot. Gard. 3. 43 pp.
2. Mahú, M. 1979. Familias y géneros de musgos Chilenos. Bryologist 82: 513–524.

- Datos: Q17283488